# Карась Данило Андрійович
Дани́ло Андрі́йович Кара́сь (2 січня 1997, Осипенко, Україна) — український футболіст, центральний захисник футбольного клубу «Буковина».

## Життєпис
Данило Карась народився у селі Осипенко Запорізької області. Першим тренером хлопця був Віталій Шачко. Карась — випускник Дніпропетровського вищого училища фізичної культури, кольори якого захищав у змаганнях ДЮФЛУ. Протягом 2014—2016 років грав за юнацьку команду дніпровського «Дніпра» та ненадовго залучався до лав аматорського «Інтера», що змагався у чемпіонаті Дніпропетровської області, та бердянської «Блискавки», що брала участь у чемпіонаті міста.
У липні 2016 року уклав угоду з київським «Динамо» і вже за сезон став одним з провідних захисників молодіжного складу киян.
10 серпня 2018 року перейшов на орендних засадах до лав київського «Арсенала», а вже за два дні дебютував у Прем'єр-лізі, замінивши Марко Николича у перерві матчу з «Олександрією».
26 січня 2021 року підписав контракт з клубом «Минай». 11 квітня 2021 року після гри проти ФК «Рух» тренер «Миная» Цимбал в експрес інтерв'ю пояснив відсутність Дмитра в заявці на гру, припиненням співпраці клубу та футболіста за згодою сторін.

## Досягнення
«Оболонь»:
 Срібний призер першої ліги чемпіонату України: 2022/23

## Статистика виступів
Статистичі дані наведено станом на 14 липня 2020 року
| Сезон                    | Команда                  | Чемпіонат                | Чемпіонат | Чемпіонат | Кубок | Кубок | Кубок | Єврокубки | Єврокубки | Єврокубки | Інші кубки | Інші кубки | Інші кубки | Всього | Всього |
| Сезон                    | Команда                  | Змаг.                    | Матчі     | Голи      | Змаг. | Матчі | Голи  | Змаг.     | Матчі     | Голи      | Змаг.      | Матчі      | Голи       | Матчі  | Голи   |
| ------------------------ | ------------------------ | ------------------------ | --------- | --------- | ----- | ----- | ----- | --------- | --------- | --------- | ---------- | ---------- | ---------- | ------ | ------ |
| 2018—2019                | «Арсенал» К              | ПЛ                       | 8         | 0         | КУ    | 0     | 0     | —         | —         | —         | —          | —          | —          | 7      | 0      |
| Всього в «Арсеналі»      | Всього в «Арсеналі»      | Всього в «Арсеналі»      | 8         | 0         |       | 0     | 0     |           | 0         | 0         |            | 0          | 0          | 7      | 0      |
| 2019—2020                | «Гірник-Спорт»           | 1Л                       | 3         | 0         | КУ    | 0     | 0     | —         | —         | —         | —          | —          | —          | 3      | 0      |
| Всього в «Гірнику-Спорт» | Всього в «Гірнику-Спорт» | Всього в «Гірнику-Спорт» | 3         | 0         |       | 0     | 0     |           | 0         | 0         |            | 0          | 0          | 3      | 0      |
| Всього за кар'єру        | Всього за кар'єру        | Всього за кар'єру        | 10        | 0         |       | 0     | 0     |           | 0         | 0         |            | 0          | 0          | 10     | 0      |